# Nassarius kometubus
Nassarius kometubus is een slakkensoort uit de familie van de Nassariidae. De wetenschappelijke naam van de soort is voor het eerst geldig gepubliceerd in 1934 door Otuka.